# Гниловоды (Липецкая область)
Гнилово́ды — село Пречистенского сельсовета Измалковского района Липецкой области.

## История
Селение у небольшой речки с застойной («гнилой») водой возникло ещё в XVII в. Потом люди отсюда ушли. В описании Елецкого уезда 1778 г. отмечается «пустошь Гниловоды, Измалкова тож, что была деревня». Позднее это место заселялось вторично.

## Население
1. Н/Д[3]